# Joubiniteuthis portieri
Joubiniteuthis portieri (Joubin, 1916) è un cefalopode decapode, unico appartenente al genere Joubiniteuthis e alla famiglia Joubiniteuthidae.

## Distribuzione e habitat
J. portieri è cosmopolita nei mari e negli oceani tropicali e subtropicali. Ha abitudini meso e batipelagiche, i pochi esemplari noti sono stati catturati tra i 350 e i 2500 metri di profondità, l'olotipo è stato catturato durante un campionamento effettuato tra 0 e 3500 metri ma la profondità effettiva a cui stazionava l'individuo è ignota. Sembra che di notte effettui migrazioni nictemerali verso la superficie.

## Descrizione
Si tratta di un cefalopode dall'aspetto molto slanciato, quasi filiforme e dalla consistenza gelatinosa. Le prime tre paia di braccia sono estremamente allungate, fino al doppio della lunghezza del mantello e molto sottili, armate di piccole ventose in 6 serie trasversali; queste braccia sono unite alla base da una membrana. L'altro paio di braccia, il quarto è molto più corto e ha 4 serie trasversali di ventose, non è inoltre unito alla membrana. I tentacoli sono lunghi e filiformi, privi di ventose tranne che sulla clava tentacolare che ne ha numerose e molto piccole. La testa è sottile, allungata e gli occhi piccoli; il mantello è stretto e allungato e termina con una coda sottile aghiforme derivante dal prolungamento dell'apice del corpo e più lunga del mantello. Le pinne, poste all'estremità del mantello e alla base della coda, sono piccole, semicircolari. Non vi sono fotofori e il maschio è privo di ectocotile ma ha un pene ben sviluppato. La colorazione degli individui viventi è ignota, gli esemplari appena pescati hanno un colore violaceo o bruno violaceo più chiaro nella regione ventrale.
La lunghezza massima del mantello è di 10,5 cm a cui si aggiungono 15,5 cm della coda.

## Biologia
Pressoché ignota.

### Predatori
È preda di Alepisaurus sp., verdesche e capodogli.